# Anton-Joseph Dorsch
Pour les articles homonymes, voir Dorsch.
Antoine-Joseph Dorsch [Anton-Joseph Dorsch], né à Heppenheim le 11 juin 1758 et décédé à Paris en mai 1819 était un philosophe, théologien, homme de lettres du siècle des Lumières et jacobin allemand naturalisé français.

## Biographie
Dorsch, d'abord chapelain à Finthen, professeur de philosophie à l'université de Mayence, ensuite professeur de philosophie et vicaire de l'évêque de Strasbourg Louis René Édouard de Rohan puis administrateur de département de Finistère. Il retourne à Mayence et a été président de l'administration provisoire de Mayence et membre de la convention rhéno-germanique. Johann Friedrich Cotta, Dorsch et Andreas Joseph Hofmann (de) se sont longtemps disputé la direction du club des Jacobins de Mayence pendant l'occupation française, .
L’union de la République de Mayence à la France fut particulièrement recommandée par Dorsch, Félix-Antoine Blau, Georg von Wedekind (de) et d’autres. 
Dorsch y fut employé d'abord dans les bureaux, et ensuite à la bibliothèque du ministère des relations extérieures. De là, il fut nommé commissaire du directoire près l'administration centrale de la Roër ; passa ensuite, sous l'empereur, à la sous-préfecture de Clèves; et, en 1805, obtint la direction des droits réunis du département du Finistère. Le grand nombre d'ouvrages qu'il a publiés, tant en latin qu'en allemand, prouve en même temps l'étendue de ses connaissances et son amour pour le travail. Il ne s'est pas borné à la philosophie et à la théologie, il a encore écrit sur la politique,.

## Œuvres (liste non exhaustive)
- Aphorisme de l'histoire de la sensation. Francfort, 1791, in-8
- Dissertatio theologiae de auctoritate sanctorum ecclesiae patrum, Moguntiae, 1781, in-4.
- Legitimo (de) usu intellectus humani, Moguntiae, in-4.
- Memoire sur le perfectionnement extérieure du culte catholique, avec Felix Anton Blau, Francfort, 1791, in-8
- Projet d’établissement de collèges pour l’instruction des maîtres d’école, dans chaque département du royaume, présenté à l’assemblée nationale 17 mars 1792[7]
- Mémoires pour servir à l'étude de la philosophie. Mayence et Francfort, 1787-1791, sept parties, in-8.
- Natîjrâ (de) et indole intellectûshumani. Mogunliœ, 1786, in-4.
- Quelques réflexions sur l'établissement delà République cisalpine. Paris, 1802, in-8.
- Quelques réflexions sur l’établissement de la République cisrhénane., employé aux relations extérieures, Paris, Imprimerie C. F. Cramer, an VI de la République française
- Statistique du département de la Roër. Cologne, 1804, in-8, avec cartes[8].
- Théorie de la sensation. Francfort, 1789, in-8.,

Dorsch a publié, soit en allemand, soit en latin, beaucoup d'ouvrages sur la théologie, la philosophie et la politique. Voyez Biogr. des hommes viv.
On trouve plusieurs Mémoires et Discours de Dorsch dans le « Magasin des prédicateurs », publié par André, dans le « Magasin de la philosophie », publié par Engel, et dans les « Mémoires allemands », pour servir à l'histoire de la Révolution française. Biogr. Univ. et port, des Conlcmp.